# Ardiosteres eumelana
Ardiosteres eumelana är en fjärilsart som beskrevs av Turner 1917. Ardiosteres eumelana ingår i släktet Ardiosteres och familjen säckspinnare. Inga underarter finns listade i Catalogue of Life.